# اشتفن استورت
اشتفن استورت (انگلیسی: Steffen Størseth؛ زادهٔ ۲۶ آوریل ۱۹۷۵) قایقران روئینگ اهل نروژ است.